# مخرج (عين العرب)
مخرج  قرية سوريّة تتبع إداريّاً لمحافظة حلب منطقة عين العرب ناحية مركز عين العرب، بلغ تعداد سكانها 590 نسمة حسب التعداد السكاني لعام 2004.